# (35457) 1998 DN15
1998 DN15 (asteroide 35457) é um asteroide da cintura principal. Possui uma excentricidade de 0.09251830 e uma inclinação de 7.94595º.
Este asteroide foi descoberto no dia 22 de fevereiro de 1998 por NEAT em Haleakala.